# Tõstamaa
Tõstamaa è un comune rurale dell'Estonia meridionale, nella contea di Pärnumaa. Il centro amministrativo è l'omonimo borgo (in estone alevik).

## Località
Oltre al capoluogo, il comune comprende 18 località (in estone küla):
Alu, Ermistu, Kastna, Kavaru, Kiraste, Kõpu, Lao, Lõuka, Manija, Männikuste, Päraküla, Peerni, Pootsi, Rammuka, Ranniku, Seliste, Tõhela, Tõlli, Värati.